# ناله مار سیاه (فیلم)
ناله مار سیاه (به انگلیسی: Black Snake Moan) فیلمی است محصول سال ۲۰۰۶ و به کارگردانی کریگ برو است. در این فیلم بازیگرانی همچون ساموئل ال. جکسون، کریستینا ریچی، جاستین تیمبرلیک، اس اپاتا مرکرسون، دیوید بنر، کیم ریچاردز، سون هاوس، مایکل ریموند-جیمز، ایدرین لنکس، جف پاپ، کلیر گرانت ایفای نقش کرده‌اند.